# Freinberg
Freinberg è un comune austriaco di 1 452 abitanti nel distretto di Schärding, in Alta Austria.